# Uroda życia (film 1930)
Uroda życia – polski film z 1930 roku, będący adaptacją powieści Stefana Żeromskiego. Film zrealizowany w wersji niemej, został jednak z czasem udźwiękowiony.

## Fabuła
Główny bohater, Piotr Rozłucki (Adam Brodzisz), jest synem powstańca walczącego o wolność Polski. Jednak sam był wychowany w duchu rosyjskim. W czasie wyjazdu na ziemie polskie poznaje piękną Rosjankę Tatianę (Nora Ney), w której się z wzajemnością zakochuje. Jednak ojciec Tatiany odmawia zgody i wysyła córkę za granicę. Tymczasem Piotr dowiaduje się coraz więcej szczegółów o swoim bohaterskim ojcu. Uzmysławia sobie, że jest Polakiem. W tej sytuacji postanawia zerwać kontakty z Tatianą, która nie przestała go jednak kochać.

## Główne role
- Adam Brodzisz (Piotr Rozłucki)
- Bogusław Samborski (generał Polenow)
- Nora Ney (Tatiana, córka generała)
- Eugeniusz Bodo (Roszow)
- Stefan Jaracz (ojciec Piotra)
- Wiesław Gawlikowski (stryj Michał)
- Irena Dalma (Małgorzata Ościeniówna)
- Ludwik Fritsche (kamerdyner generała Polenow|Polenowa)
- Flora Kozakiewicz (mademoiselle Mathilde)
- Leon Zajączkowski (ordynans Rozłuckiego)
- Tadeusz Fijewski (uczeń)